# ريجينيرون (شركة)
ريجينيرون (بالإنجليزية: Regeneron)‏ هي شركة لصناعة الدواء والتقانة الحيوية مقرها في في تاريتاون، نيويورك. تأسست الشركة في عام 1988.
ركزت الشركة على العوامل العصبية وقدرات التجدد، وتفرعت إلى دراسة كل من السيتوكين ومستقبلات كاينيز التايروسين.